# David Ryckaert
David Ryckaert – auch David Ryck(h)aert III. – (getauft am 2. Dezember 1612 in Antwerpen; † 11. November 1661 ebenda) war ein flämischer Landschafts- und Genremaler.

## Leben
Ryckaert war ein Schüler des gleichnamigen Landschaftsmalers David Ryckaert (1586/1589–1642), der wiederum ein Sohn des Malers David Ryckaert (1560 – um 1607) war, und dessen Frau Catharina (geborene de Meere). Er hatte zwei Geschwister. Ryckaert malte zuerst Landschaftsbilder mit Hütten, Hirten und Schafherden. Später näherte er sich mehr dem Stil von Adriaen Brouwer oder Adriaen van Ostade an. 1636 wurde er Meister der Antwerpener Malergilde St. Lucas und ab 1652 deren Doyen und wurde als „der Ochse des hl. Lukas“ niederländisch den Os van S. Lukas bezeichnet. Er arbeitete unter anderem für den Erzherzog Leopold Wilhelm. Seit 1651 war er zudem Direktor der Antwerpener Akademie. Seine Werke, in denen die Modelle seiner Figuren immer identisch zu sein scheinen, waren von gutem Kolorit geprägt und erinnern an Adriaen Brouwer, Jacob Jordaens, David Teniers und dessen Sohn David Teniers der Jüngere.
Ryckaert widmete sich intensiv der Darstellung von arbeitenden Personen bestimmter Gewerbe, so stellte er unter anderem die Berufe des Alchimisten, Baders, Schmieds, Metzgers, Zimmermanns, Malers und Händlers dar. Sein Spezialgebiet war das Thema des Schusters in seiner Werkstatt, dem er sich über einen längeren Zeitraum annahm. Er war insbesondere ein Genremaler der auch bäuerliche oder satirische Szenen anfertigte. Ryckaerts erste Darstellung eines Mannes bei der Arbeit war im Jahr 1638 die des Schuster. Auf dem Bild sieht man den jungen Schuster bekleidet mit einer Lederschürze auf einem Schemel sitzend. Hinter ihm steht eine junge Frau mit einem Bierkrug. Der Schuh an dem der Mann arbeitet ist mit einem Lederband an seinem Oberschenkel befestigt. Um ihn herum sind seine Werkzeuge und weitere Utensilien verteilt, im Hintergrund sind weitere Personen zu sehen rechts im Bild sind junge Schweine zu sehen. Ryckaert nutzte diesen Raum, einschließlich des Interieurs, scheinbar auch für seine Darstellung des Schmieds, der nun den Platz einnimmt an dem zuvor der Schuster saß. Dem Raum hinzugefügt ist eine Esse. Die Szenerie ähnelt dabei mehr einer Bauernstube als einer tatsächlichen Werkstatt. Kritiker bemängelten daher auch, dass in vielen seiner Bildnisse „bis zum Überdruß ein und derselbe kahlköpfige Greis, die alte Frau mit dem eingefallenen Mund und die Schar meist schlecht proportionierter Kinder“ wiederkehrt.

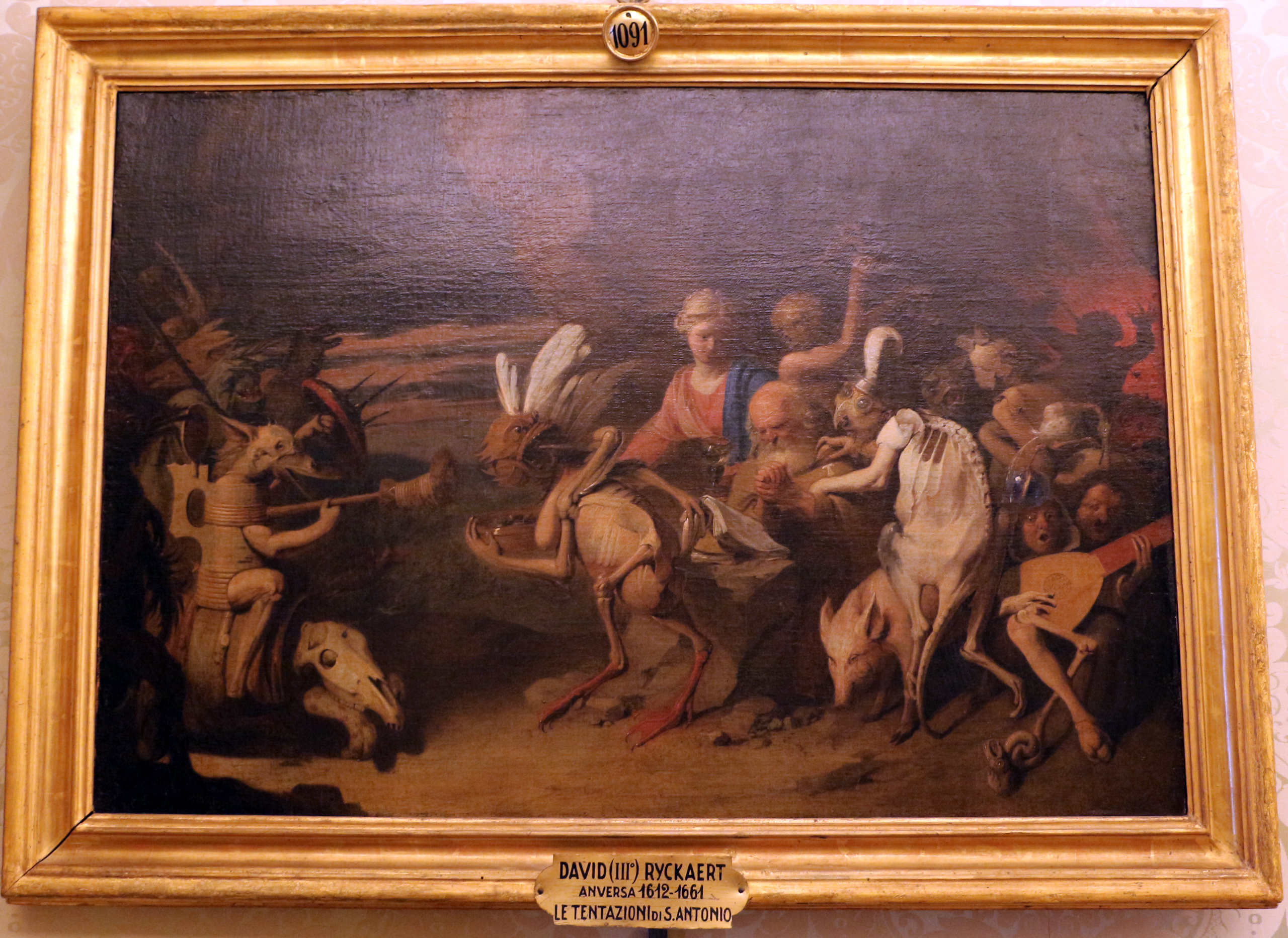
Versuchung des hl. Antonius

Er malte auch ländliche Feste, Dorfmusiker, Konzerte in besseren Gesellschaftskreisen oder Zauberer und in den späteren Jahren auch phantastische Darstellungen mit Hexen, Teufeln oder Ungeheuern, darunter die Versuchung des hl. Antonius.

## Familie
David Rijckaert (Ryckaert), der Großvater, war von Beruf Brauer. Dies wurde 1585 bei seiner Aufnahme als freier Meister in die St.-Lukas-Gilde vermerkt. Als Maler beschränkte er sich überwiegend darauf die Werke anderer Künstler mit Figuren auszuschmücken. Sein gleichnamiger Sohn David wurde am 9. August 1589 in der Hauptkirche von Antwerpen getauf. Dort wurde er am 3. Oktober 1642 auch beigesetzt.
Am 31. August 1647 heiratete Ryckaert Jacoba (geborene Pallemans; † Ende 1663), mit der er acht Kinder hatte, darunter den Sohn:
- David Ryckaert IV. (getauft am 15. Februar 1649) wurde vermutlich ebenfalls Maler, es gibt jedoch keine sichere Zuschreibung.

Seine Witwe heiratete Cornelis Huysmans, den Prevost der königlichen Münze.
Gonzales Cocques war einer seiner Schüler, der am 11. August 1643 seine ältere Schwester Catharina Ryckaert († 2. Juli 1674) heiratete, mit der er eine Tochter Catharina Gonzalina (1644–1668) hatte. Die Maler Marten oder Martin (8. Dezember 1587 – 28. Oktober 1631) und Pauwel oder Paul Ryckaert (1592–1649/1650) waren seine Onkel.

## Werke (Auswahl)

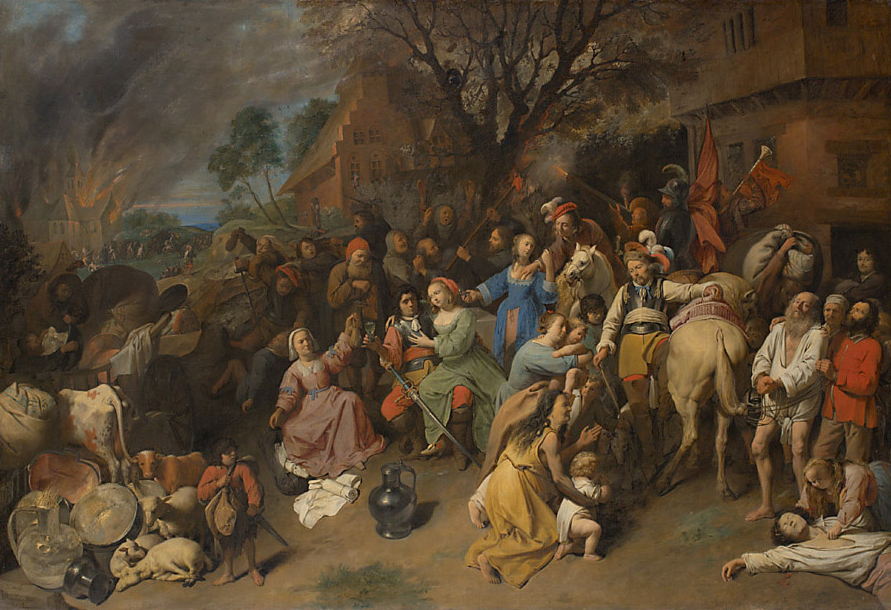
Leiden der Bauern (Plünderung)

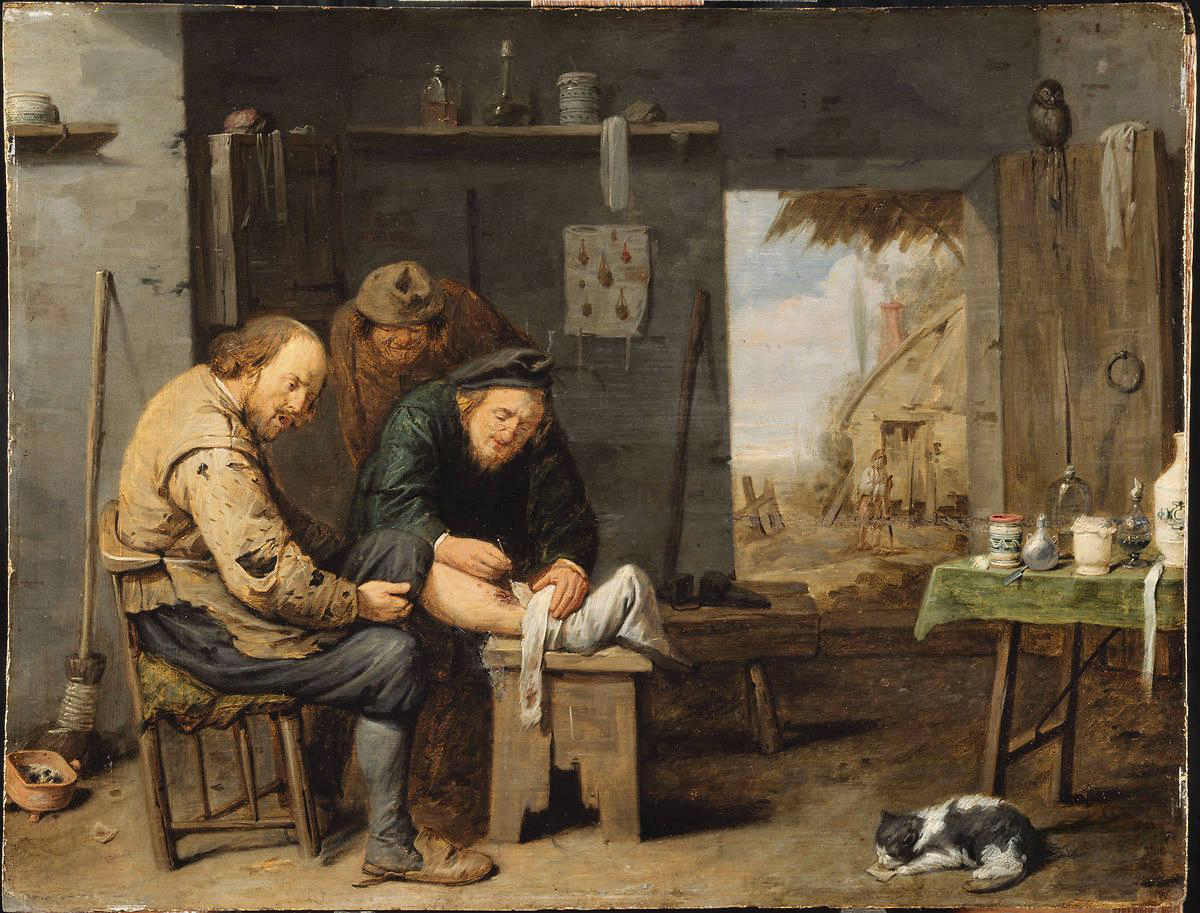
Der Dorfchirurg behandelt einen Bauern

Er signierte seine Werke unter anderem mit seinen Initialen DR oder mit D•RYC
- Schusterwerkstätt 1638
- Bauenmahlzeit oder Trinkende Bauern in einer Stube 1638
- Das Innere eines Bauernhauses 1647
- Dorfkirchweih oder Dreikönigsfest 1648
- Plündernde Soldaten vor einem Schloss oder  Plünderung in einem Dorfe 1649
- Dorfszene mit einem Tölpel
- Bauern feiern das Bohnenfest
- Die Hexe
- Der Dorfchirurg legt einem Bauern ein Pflaster auf das Schienbein
- Ein Chemiker in seinem Laboratorium
- Anbetung der Hirten